# Sabicea cuneata
Sabicea cuneata là một loài thực vật có hoa trong họ Thiến thảo. Loài này được Rusby miêu tả khoa học đầu tiên năm 1896.